# 玛丽·贝尔
玛丽·贝尔，全名玛丽·芙罗拉·贝尔（英語：Mary Flora Bell，1957年5月26日—）是英国的少年杀人犯。她在10岁时杀害了时年4岁的马丁·布朗（Martin Brown），又在11岁杀害了时年3岁的布莱恩·豪（Brian Howe），并因此于1968年被法庭以誤殺罪判处无期徒刑。1980年，23歲的瑪麗被提早釋放出獄，她及其女兒獲政府給予新身份繼續生活，法庭頒令其新身份及住址將被保密至她們過世。1998年出版自传《无声哭泣》（Cries Unheard: the Story of Mary Bell），引起英国国内的争议。

## 家庭环境

### 父母背景
玛丽的母亲贝蒂·麦克里克特（Betty McCrickett）在正常家庭環境中长大，家人曾以為她長大後會成為一位修女。最終當上性工作者的貝蒂，虽然家住距离伦敦440公里远的史考兹坞（Scotswood），但经常会去苏格兰格拉斯哥工作而不在家裡住。她在17岁生下第一个孩子玛丽。实际上，玛丽的亲生父亲是谁并不清楚，但贝蒂认为是比利·贝尔（Billy Bell）。而比利是一名惯犯，在与贝蒂结婚并诞下玛丽後，仍参与暴力犯罪，被指控持械行劫。在外人面前，玛丽需要称呼比利为「叔叔」而非爸爸，这样他们就可以因单亲家庭而领到政府救济金。

### 成長經歷
一名贝蒂的家族成员强烈暗示，母親贝蒂曾经不止一次在玛丽刚出生几年内尝试杀死她，及伪造事故假象。贝蒂还多次嘗試遺棄瑪麗，将她送给亲戚及收养家庭寄养，但都未能成功。瑪麗的幼稚園老師指她小時候總是頑皮鬧事，曾用手掐住其他小孩的脖子，當老師阻止時，瑪麗反問：「為什麼不行？我可以殺死他嗎？」玛丽也在自传中表示常受到母亲的性虐待，称自己在4岁时就被迫与男人进行性行为。据称，玛丽从小爱尿床，每次尿床後都会受到母亲的侮辱，如贝蒂把尿湿的床单拿到邻居家取笑她，甚至把她的头按到尿壶里。

## 杀人经过
1968年5月25日，玛丽在11岁生日的前一天，将邻居家的4岁孩子马丁·布朗带到一所废弃的房屋内将其掐死（一说是药物毒死）。7月，瑪麗及其玩伴諾瑪勒死3歲的布萊恩，他的屍體後來在雜草堆中被發現，附近草地上有一把壞掉的剪刀。他的大腿上有穿刺痕跡，生殖器已被部分剝皮，幾撮頭髮被剪掉，腹部刻有一个字母M。

## 偵查及逮捕
瑪麗多次被邀請協助調查，問話過程中充滿謊言及誣衊。她向探員表示在布萊恩死亡的那一天，曾看到一個八歲男孩與布萊恩走在一起，並無故毆打布萊恩。而經過調查後證實該名男孩當天身在機場，擁有不在場證據。最令探員感到可疑的是瑪麗聲稱看到該男孩玩弄一把壞掉的剪刀。由於案發現場發現剪刀是一項保密的證據，但瑪麗卻能清楚而具體地描述出來，包括剪刀的損壞情況，這令探員有合理懷疑瑪麗或曾經目擊布萊恩死亡，或可能就是兇手。
在布萊恩下葬前，警察再次找來瑪麗的玩伴諾瑪問話。諾瑪說瑪麗曾向她承認殺了布萊恩，又帶她去看其屍體。瑪麗用手指沿著布萊恩已發紫的嘴唇上爬走，說她很享受。因所供述的指控驚人，當晚諾瑪被帶到派出所錄下正式口供，探員又旋即於午夜12:15找瑪麗作調查。在整个过程中，玛丽都表现得异常冷酷、狡猾和平静。警官问：「有一个男人说当天曾看到你和諾瑪在布萊恩屍體被發現的草地附近，他可能認識你並能認出你。」玛丽回答「那这个人的视力一定得很好才行。」警官抓住破绽追问「为什么？」玛丽马上意识到自己说漏嘴，回应道「因为這樣才能看到当时根本不在场的我。」其後由於瑪麗拒絕繼續合作，警方不得已在凌晨3:30結束問話讓她回家。
在8月7日布萊恩的葬禮上，瑪麗在棺材被帶出來的時候站在旁邊笑。一直在觀察嫌犯瑪麗的探員多布森：「當我在那裡看到她時，我知道我不敢再冒險讓她站在那裡，我的上帝，我必須帶走她，否則她會殺死下一個孩子。」
玛丽的正式口供全文如下：
|  | 那天，我、诺玛和布莱恩三人在铁轨附近玩，后来不知为何诺玛和布莱恩突然打起架来，失去理智的诺玛像疯子一样掐着布莱恩的脖子，还扯着他的头撞，我极力劝阻，她反而向我大吼。布莱恩的脸逐渐发青，最后发黑。我跟诺玛说，这件事可是跟我没关系的。诺玛就威胁我说，如果你敢说出去，我就以同样的方法对付你。她回家后还笑嘻嘻地对我说，这是第一次杀人，但不会是最后一次。 後来，我和诺玛帮柏特找布莱恩，我本想让柏特发现尸体的，但诺玛坚持说布莱恩不会在那里。布莱恩的尸体被发现后，诺玛曾问我愿不愿意和她逃跑，我说我不愿意。 |

玛丽在口供中编造了大部分内容，试图嫁祸诺玛。不仅如此，为了嫁祸诺玛，玛丽甚至在杀害布莱恩的前几天，到布莱恩家中说要告诉他们一个「天大的祕密」，「诺玛杀死了马丁」，她还抓住自己的喉咙，吐舌作窒息死状示范「诺玛杀害马丁」的样子。相比来看，诺玛则表现得暴躁不安，诅咒要报复所有人。

## 法庭審判
1968年冬，瑪麗和諾瑪因被指控「過失殺人」而坐上法庭被告席。在庭上，負責評估瑪麗的精神科醫生作證說，瑪麗缺乏對他人的感覺，展現了精神病（或反社會人格）的經典症狀。「她沒有表現出任何悔恨，沒有眼淚，也沒有焦慮，她對整個事情完全不服氣，只是不滿自己被拘留。我看不出她真正的犯罪動機。」
法医报告显示，马丁和布莱恩的尸体上发现了玛丽的衣服纤维，在布莱恩的鞋子上也发现了诺玛的衣服纤维。两人在法庭上互相推卸责任，听到对方指控自己时就会异常暴躁，使得法庭不得不让她们轮流上庭。然而，玛丽始终表现得冷酷，不肯透露自己成长过程中受到的家庭暴力的影响，绝不透露出自己的软弱、可怜之处而博得陪审团的同情。玛丽的父母在出庭作证时大哭大闹，陪审团注意到玛丽一直以憎恶的表情视之。而诺玛就表现得和她未成年的身份相符合，恐惧、惊慌甚至被吓到大哭。最终于12月17日，玛丽被认为是残忍、邪恶、具有精神病典型症状的「魔鬼」，法官库萨克（Mr. Justice Cusack）形容她「对其他孩子是一个严重威胁」（very grave risk to other children），判处她以终生监禁；诺玛则被认为是「愚昧的受害者」，当庭无罪释放。

## 狱中生活
玛丽服刑的监狱正是25年后关押詹姆斯·巴尔杰谋杀案凶手之一乔恩·维纳布尔斯的位于兰开夏郡圣海伦斯的红河堤教养院（Red Bank secure unit）。入狱起初，玛丽经常和男孩打架，之後还控诉受到一名舍监性骚扰，但没人相信她。玛丽的母亲贝蒂每次来探监时，总会抱怨玛丽让她变成了「杀人犯的母亲」，成为众矢之的；然後她却又极力向公众兜售玛丽的信息，比如向英国报纸贩卖玛丽的故事，把一些诗和信件一类的东西拿去发表，声称是玛丽在狱中所作。
1976年，玛丽将被转移到成人监狱，转移期间关押在摩尔法庭開放監獄（Moore Court）。1977年9月，她潜逃越狱，期间和一名男子谈起恋爱。但之後她被抓回监狱，作为惩戒，被关了28天禁闭。之後她被转移到了名叫阿斯卡汉庄开放监狱（Askham Grange open prison）的女子监狱。她还曾被监禁在南诺伍德坎伯劳洛奇（Cumberlow Lodge, South Norwood）的女童羁留院。

## 出狱生活
1980年5月14日，渡过12载监狱生活的玛丽最终被提前释放，时年23岁。她被授权使用一个新名字，开始新生活。她找到的第一份工作是在托儿所，监管人认为这工作不适合她，因此玛丽不得不找到第二份服务员的工作。不久，玛丽怀孕，法庭允许了她生育的请求，于是玛丽在1984年5月25日诞下第一个女儿。巧合的是，女儿的生日正是玛丽杀害马丁的那一天，也是玛丽生日的前一天。
1998年，通过传记作家基塔·瑟伦利记录玛丽口述的自传《听不见的哭声》(Cries Unheard)出版，引起英国国内的强烈争论。舆论批评玛丽作为一个恶贯满盈的人还要靠贩卖自己的故事发财致富，实在可耻。连首相布莱尔也公开批评玛丽。但玛丽认为，十几年来关于她的小道消息不断，她希望通过完全公开後使媒体不再关注自己。此书的出版也使得玛丽自家住址被曝光，她们不得不被迫转移到新的地址，此前一直不知道母亲的往事的女儿也知道了她的事迹。为此，2003年5月21日，玛丽在英国最高法院勝訴，最後将本该保护女兒真名到18岁的法定时限调整到永久保护，这一法令也称为「玛丽·贝尔法令」（Mary Bell order）。
2009年，媒体曝光玛丽的女儿已经誕下一女，玛丽成为外祖母，法令亦涵蓋這位外孫女。